# Copper River and Northwestern Railway
Le Copper River and Northwestern Railway (CR&NW) était un chemin de fer américain de classe I qui apparut en 1907 pour transporter le cuivre de l'Alaska.

## Les chemins de fer
Il fut construit par la Kennecott Corporation entre 1907 et 1911, pour acheminer le minerai de cuivre de Kennecott à Cordova, sur une distance de 315 km. Le chemin de fer fut construit par des milliers d'ouvriers qui posèrent les voies dans un environnement hostile, constitué de canyon, de glaciers, de neige profonde et de couloirs d'avalanches. Les 129 ponts de la ligne coûtèrent 2,5 millions de dollars. Le plus cher fut le Million Dollar Bridge qui coûta 1,4 million de dollars. Le coût total de ce chemin de fer fut de 20 millions de dollars. Les lignes téléphoniques furent posées en même temps que les rails.
Le dernier clou, qui était en cuivre, fut planté le 29 mars 1911 par l'ingénieur en chef EC Hawkins et le directeur Samuel Murchison à Kennecott. La ligne étant achevée dans les délais fixés à 4 ans, la compagnie reçut en bonus les terres attenantes à la voie.
La compagnie rentra dans ses frais, puisque les mines, durant leur exploitation, produisirent une valeur de 200 millions de dollars.
Les mines s'épuisèrent et le dernier train circula le 11 septembre 1938. Le surnom du chemin de fer fut « Can't Run and Never Will ».

## Le matériel roulant
En 1936 la société disposait de 13 locomotives, 6 voitures, 327 wagons.

## L'autoroute
En 1941, la Kennecott Corporation donna au Gouvernement des États-Unis les ponts et les terres qu'elle possédait autour des voies afin d'y construire une autoroute. Un tronçon de 77 km de la Copper River Highway fut achevé entre Cordova et le Million Dollar Bridge. Mais en 1964, le tremblement de terre Good Friday Eathquake, causa des dommages au pont ce qui stoppa la poursuite des travaux. Le pont ne fut réparé qu'en 2005. L'effondrement du pont 339 en 2012 empêche cependant d'atteindre le Million Dollar Bridge. La route entre Chitina et McCarthy fut baptisée McCarthy Road.

## Le patrimoine historique
Le 24 avril 1973, ce chemin de fer fut ajouté au National Register of Historic Places. Le baraquement ouvrier fut ajouté également le 5 décembre 2002.